# 2. Disziplinarsenat des Bundesverwaltungsgerichts
Der 2. Disziplinarsenat war ein Spruchkörper des Bundesverwaltungsgerichts. Er wurde 1967 eingerichtet und 2004 aufgelöst. 

## Zuständigkeit
Der Senat war zuletzt für Wiederaufnahmesachen insoweit zuständig, als der 1. Disziplinarsenat in den früheren Verfahren eine Entscheidung – gleich welcher Art – getroffen hatte.

## Vorsitzende
| Nr. | Name (Lebensdaten)             | Beginn der Amtszeit   | Ende der Amtszeit |
| --- | ------------------------------ | --------------------- | ----------------- |
| 1   | Benno Vogel (1902–1988)        | 1. Oktober 1967       | 31. Dezember 1970 |
| 2   | Josef Niemeyer (1903–1978)     | 1971                  | 31. Mai 1971      |
| 3   | Horst Arndt (1912–1990)        | 26. August 1971       | 30. November 1980 |
| 4   | Franz Niedermaier (1925–1986)  | Ende 1980/Anfang 1981 | 5. Juli 1983      |
| 5   | Alfred Fischer (1919–2004)     | 2. November 1983      | 31. Dezember 1987 |
| 6   | Charlotte Eckstein (1926–2001) | 1988                  | 31. Januar 1991   |
| 7   | Norbert Niehues (1935–2017)    | 1. Februar 1991       | 31. August 2000   |
| 8   | Franz Bardenhewer (* 1945)     | 19. September 2000    | 2004              |